# Dirk Sauer
Dirk Sauer (* 9. září 1977, Fulda, Německo) je německý kytarista a spoluzakladatel powermetalové hudební skupiny Edguy. Tu založil v roce 1992 se svými spolužáky Tobiasem Sammetem, Jensem Ludwigem a Dominikem Storchem, když mu bylo pouhých čtrnáct let. Od té doby ve skupině podílí na všech albech. Ve skupině hraje na doprovodnou kytaru.